# 前衛出版社
前衛出版社是台灣一家以出版台灣文學、歷史等台灣相關研究書籍為主的出版社，總部位於台北市農安街。

## 歷史
前衛出版社由林文欽成立於1982年。林文欽在成立前衛出版社以前曾在三民書局任職，因感到台灣本土作家作品不被重視，而自行成立前衛出版社。1988年後，前衛出版社的出版書籍擴及台灣政治、社會、歷史與自然環境等。1994年，前衛出版社成立副牌「草根出版公司」。
前衛出版社在台灣戒嚴時期曾被稱為「台灣文學的最後堡壘」。

## 外部連結
- 前衛出版社 （页面存档备份，存于）
- 前衛出版社的Facebook專頁
- 前衛出版社的Instagram帳戶